# التجارب النووية الفرنسية في الجزائر
التجارب النووية الفرنسية في الجزائر: هي تجارب لأسلحة دمار شامل نووية وكيميائية، وصواريخ باليستية قامت بها فرنسا في عدة مواقع من الصحراء الجزائرية أثناء احتلالها لها من 1830 إلى الاستقلال سنة 1962.

## بداية التجارب النووية
استيقظ سكان منطقة رقان الواقعة بالجنوب الغربي الجزائري صباح يوم 13 فبراير 1960 الساعة السابعة وأربع دقائق على وقع انفجار ضخم ومريع، والذي جعل من سكان الجزائر حقلًا للتجارب النووية وتحويل أكثر 42 ألف مواطن  من منطقة رقان ومجاهدين، حكم عليهم بالإعدام، إلى فئران تجارب للخبراء الإسرائيليين وجنرالات فرنسا على رأسها الجنرال ديغول.
- فهذا الجنرال لافو صرَّح أن اختيار منطقة رقان لإجراء تجربة القنبلة الذرية، وقع في جوان 1957 حيث بدأت الأشغال بها سنة 1958، وفي أقل من ثلاث سنوات وجدت مدينة حقيقية برقان يقطنها 6500 فرنسي و3500 صحراوي، جميعهم اشتغلوا ليل نهار لإنجاح إجراء التجربة النووية في الآجال المحددة لها.وأضاف أنه «و قد بلغت تكاليف أول قنبلة ذرية فرنسية مليار و260 مليون فرنك فرنسي، تحصلت عليها فرنسا من الأموال الإسرائيلية بعد الاتفاقية المبرمة بين فرنسا وإسرائيل في المجال النووي.»

ففي صبيحة هذا اليوم المشهود تمت عملية التفجير تحت مسمي «اليربوع الأزرق»، تيمنًا بلون الكيان الصهيوني وأول لون من العلم الفرنسي، هذا التفجير الذي سجل بالصوت والصورة بعد الكلمة التي ألقاها ديغول في نقطة التفجير بحموديا (65 كلم عن رقان المدينة) قبل التفجير بساعة واحدة فقط، وتم نقل الشريط مباشرة من رقان إلى باريس ليعرض في النشرة الإخبارية المتلفزة على الساعة الثامنة من نفس اليوم بعد عرضه على الرقابة.
نجحت فرنسا وإسرائيل في تجاربهما النووية المشتركة وهما تُدركان حق الإدراك أن سكان هذه المنطقة سيعانون لفترة تزيد عن 4500 سنة من وقع إشعاعات نووية لا تبقي ولا تُفرق بين نبات وحيوان وإنسان أو حجر، ارتكبت فرنسا جريمتها الشنعاء مع سبق الإصرار، ذلك أنها كانت تسعى للالتحاق بالنادي النووي آنذاك بنية إظهار عظمتها للعالم مع مد الكيان الصهيوني بالتسلح النووي سراً بأي ثم
- تلتها قنبلة «اليربوع الأبيض» ثم «اليربوع الأحمر» حسب ترتيب الألوان الثلاثة للعلم الفرنسي، لتختتم التجارب الاستعمارية النووية بمنطقة حموديا رقان بالقنبلة الرابعة والأخيرة التي سميت «باليربوع الأخضر»، وهذا في 25 أبريل 1961، لتنفتح شهية النظام الديغولي من أجل التنويع في التجارب النووية في العديد من مناطق الصحراء الجزائرية لتصل قوة تفجيراتها إلى 127 كيلو طن من خلال التجربة الباطنية التي أطلق عليها اسم «مو***»بمنطقة«إينكر» بالهقار.
- حيث صرح الجنرال فاو ان اجمالي التفجيرات بالصحراء الجزائرية 117 تفجير نووي بمختلف المقاييس، وفي يوم الانفجار الموافق لتاريخ 13 فبراير 1960 أحس السكان بزلزال كبير متبوع بغبار كثيف مع وميض ضوئي يمكن رؤيته من كرزاز (بشار) على بعد 650 كلم من حمودية -كما قال الرقاني-.

في ذلك اليوم سجلت فرنسا دخولها المدوي إلى نادي القوى النووية، مخلفة وراءها بالحمودية نفايات نووية ملقاة فوق الأرض التي لا زالت بعد نصف قرن تخلف ضحايا لها. الذي كان متبوعا بثلاثة تفجيرات جوية و13 تفجيرا أرضيا ب»إن أكر«الواقعة بمنطقة بتمنراست، تجارب نووية شاءت فرنسا أن تجعل من صحراء الجزائر مسرحا طويلا وعريضا لها، مفتوحا على الهواء،

## تقارير سرية: تعريض 150 أسير جزائري لأول تفجير نووي برقان
تكشف الأستاذة بن براهم التي تشارك في إحياء الذكرى الواحد والخمسين برقان، لأول تفجير نووي بصحراء الجزائر، عن استغلال بشع من طرف المستعمر الفرنسي للأرواح البشرية التي استعملتها كفئران تجارب بهدف معرفة مدى تأثير الإشعاعات النووية على الجنس البشري، وفي هذا السياق تؤكد اقتياد 150 أسير جزائري كانوا متواجدين بكل من سجن سيدي بلعباس ومعسكر بوسويه في منطقة الغرب الجزائري، وبشهادة العسكري الذي نقلهم إلى رقان وقال عنه لم يقم بإعادتهم إلى السجون التي أخرجو منها أول مرة
التفجيرات النووية المقدرة ب 210 تجربة أجرتها فرنسا ما بين سنة 1960 و1966.

## أول انفجار

صحفيون حضرو لتصوير الحدث

أكد عمار منصوري الباحث في مركز الأبحاث النووية في العاصمة الجزائرية أن 12 تجربة من الـ 13 تسببت في تسرب إشعاعي وأربعة حوادث، مقارنا تجربة الأول من مايو/ أيار 1962 بحادث تشيرنوبيل النووي في أوكرانيا العام 1986.
وقال «إن تجربة أخفقت في الأول من مايو 1962 ولم تكن محمية بما فيه الكفاية فأثار الانفجار سحابة إشعاعية بلغت ارتفاع 2600 متر لوثت الموقع ومن كان فيه وعدة مناطق أخرى».
كان ميشال دوسوبري (69 سنة) يومها ضمن مجموعة من تسعة عسكريين موجودين على بعد بعضة كيلومترات من الجبل.
وروى دوسوبري «كنت أمام الجبل عند وقوع الانفجار، لقد كان مروعا، اهتزت الأرض تحت أقدامنا وأصبنا بإشعاع سحابة إشعاعية بلغ ارتفاعها 2600 متر».
أجرت فرنسا 17 تجربة نووية خلال 6 سنوات حتى عام 1966، وذلك في الصحراء الكبرى في الجزائر التي كانت مستعمرة فرنسية، ولم تصدر فرنسا سوى معلومات بسيطة عن تجاربها، كما أفادت وثيقة حصلت عليها هيئة الإذاعة والتلفزيون اليابانية NHK.

## حجم الانفجار

مواقع التجارب النووية حول العالم

حمل أول تفجير نووي فرنسي بمنطقة الحمودية برقان اسم «اليربوع الأزرق» وكانت طاقة تفجيره 60 كيلوطن، أي مايعادل 70 مرة قنبلة هيروشيما اليابانية، بحسب صحيفة الشعب الجزائرية.

## ضحايا ما بعد الانفجار
مضت واحدة وخمسون سنة على التفجيرات والتجارب النووية الفرنسية، التي ما تزال تخلف ضحايا في الجنوب الجزائري الشاسع من بين السكان الشباب الذين يعانون من مشكلتين وهما: (تجاهل القوة الاستعمارية القديمة تماما لهم - تأثيرات الإشعاع).
عائلة عبلة التي تعيش في منزل من الطوب في قصر “تاعرابت” وهو القصر الذي عانى أكثر من تأثيرات الإشعاع الناجم عن التفجيرات والتجارب النووية (التي تبعد عن رقان ب2 كلم والواقعة على بعد 60 كلم من حمودية وهو مكان أول تجربة يوم 13 فبراير 1960)، مثال حي عن التأثيرات الوخيمة لهذه المجزرة التي أطلق عليها اسم “اليربوع الأزرق”، لهذه العائلة ثلاث بنات صم بكم ويبدو أنهن لا يعرفن ما حدث لهن، وقد فرحن بزيارة فريق وأج اعتقادا منهن أن ظهور أشخاص أجانب سيغير حياتهن، التأثيرات لدى زهرة أصغرهن والبالغة 9 سنوات من العمر ليست واضحة فحسب بل مخيفة.

## برنامج التجارب الفرنسي
تعتبر تجارب رقان النووية من التجارب فرنسا حيث في الوقت ذاته كانت تبحث عن الحلقة المفقودة في امتلاك القنبلة النووية بعد أن تخلى عنها حلفاؤها القدماء: أمريكا وبريطانيا، وامتنعتا عن تزويدها بالطرق والمراحل التجريبية الميدانية للتفجير النووي، كما استفادت فرنسا بشكل كبير من رؤوس أموال الأغنياء هكذا ستشهد سنوات الخمسينيات أول مراحل التعاون في التراب الجزائر بعد الصواريخ المتوسطة المدى التي طورتها فرنسا وجربتها في منطقة بشار على مجاهدي الثورة الجزائرية، و فقد تم إنجاز هذا المشروع عام 1957، لكن التجارب النووية الفعليةانطلقت في 13 فبراير/شباط 1960، حينها فجَّر الجيش الفرنسي أول قنبلة نووية تفوق قوتها بنحو 4 مرات القنبلة التي ألقتها الولايات المتحدة الأميركية على مدينة هيروشيما اليابانية. جنَّدت فرنسا كُتَّابا ومصورين سينمائيين من أجل إعلان ذلك الخبر المهم: البلاد تلتحق رسميا بكلٍّ من الولايات المتحدة الأميركية والاتحاد السوفيتي وبريطانيا بوصفها رابع قوة نووية على الأرض. ولكن رغم تأكيد المسؤولين في باريس أن الأمور جرت كما خُطِّط لها، وأن التوقعات التقنية جاءت مطابقة للتنفيذ على أرض الواقع كما أفاد بيير ميسمير، وزير الدفاع الفرنسي حينها الذي قال إنه ليس هنالك خطر على المدن القريبة ولا البعيدة، لكن الحقيقة كانت مختلفة للغاية، فقد كشف "إيف روكار"، وهو عالم فيزياء كان يعمل على مشروع القنبلة النووية، أن الكثير من إجراءات الإطلاق فشلت "لأن جزءا حساسا من العملية أُسند إلى مجموعة من الشباب المبتدئين قليلي الخبرة".

## الآثار الصحية والبيئية
إن الزائر اليوم لمدينة رقان وقرية الحمدية التابعة لها، ومنطقة إينكر بالهقار يقف على خطورة الإشعاعات الناجمة عن النفايات النووية التي خلفتها 17 تجربة أجراها الفرنسيون هناك ما بين 13 فبراير 1960 و 16 نوفمبر 1966، وتسببت بمقتل 42 ألف جزائري وإصابة آلاف الآخرين بإشعاعات، وأضرار كبيرة مست البيئة والسكان. هذا دون إحصاء التجارب التكميلية التي لم ترد في تقرير وزارة الدفاع الفرنسية الذي نشر في شهر فبراير 2007 عقب المنتدى الذي انعقد بالجزائر العاصمة، وفي هذا الإطار يكشف تقرير خبرة أعدته الوكالة الدولية للطاقة الذرية في سنة 1999، والذي نشر سنة 2005 إن المناطق المحيطة بالنقاط الصفر لرقان من بينها 40 منطقة بقرية الحمودية، وعين أينكر مازالت لحد الآن متضررة بسبب الإشعاعات المعتبرة، ويشير «عمار منصوري» الباحث في الهندسة النووية، إلى أن الجيش الفرنسي في تفجيراته التي حملت مسميات اليربوع: (الأبيض ثم الأحمر ثم الأخضر ثم الأزرق )، استخدم فيها آلاف من أبناء منطقة رقان وعناصر من اللفيف الأجنبي كفئران تجارب، إضافة إلى الحيوانات والحشرات والطيور وحتى بذور نباتات لم تسلم من هذه التجارب، وكان يتم ربط الضحايا لساعات مبكرة قبل كل عملية تفجير، ولقد أتت تلك التجارب على الأخضر واليابس، وكانت بذلك أشد وطأة على سكان الجهة الجنوبية مخّلفة آلاف الوفيات والإصابات، بينما تعيش آلاف العائلات في مناخ ملوث بالإشعاعات، كما يلفت منصوري إلى أن قوة القصف النووي بلغت آنذاك 30 كيلو طن، ورغم انقضاء عشرات السنين على تلك التجارب النووية، الا ان قطر المنطقة محيطة لايزال مشعا بصفة حادة، مادفع السلطات لحظر الدخول إليها، كما أن المساحات التي استهدفها الإشعاع كانت شاسعة وأكبر من المتوقع ومتداخلة تأثيرات، في صورة ما أكدته أبحاث بشأن مادة البلوتونيوم الأكثر تسميما وتلويثا، وما يتصل بانتشار أمراض العيون وتراجع الولادات وعقم الأشجار جراء الإشعاعات التي ستبقى تأثيراتها لوقت طويل ويمكنها أن تنتقل إلى أجيال قادمة. من جهته كشف المدير السابق للمحافظة الفرنسية للطاقة الذرية البروفيسور «إيف روكارد» في مذكراته أن: «كل الإجراءات التي كنا نأمل تطبيقها في اللحظة صفر فيما يتعلق بقنبلة 13 فبراير 1960 المسماة بـ «اليربوع الأزرق»، باءت بالفشل، سحابة مشحونة بعناصر مشعة نتجت عن هذه التجربة الأولى وصلت إلى غاية نيامي وكان نشاطها الإشعاعي أكثر ب 100000 مرة من معدلها، وتم تسجيل تساقط أمطار سوداء في 16 فبراير بجنوب البرتغال، ثم في اليوم الموالي ( في اليابان، هذه الأمطار كانت تحمل نشاطا إشعاعيا أكبر ب 29 مرة من معدلها».
ويركز «حاج عبد الرحمان لكصاصي» رئيس جمعية ضحايا التجارب النووية، على التشوهات الخلقية المستفحلة لدى المواليد الجدد، كصغر حجم جماجمهم أو مايطلق عليه طبيا ب(ميكرو سيفالي) أو تضخمها (ماكرو سيفالي)، فضلا عن زوال مظاهر فصل الربيع في المناطق التي خضعت للتجارب، وتراجع عمر الإبل إلى أقل من 20 سنة. كما يؤكد لكصاصي أن المحرقة البيئية ابتلعت عائلات نباتية بأسرها، وأصيب الأشجار بالعقم كالفستق البري والزيتون الصحراوي، كما تسببت سموم الإشعاعات في تلويث عموم الجيوب المائية، ويؤكد الباحث الفرنسي المتخصص في التجارب النووية الفرنسية برينو باريلو، أن سلطات لاستعمار الفرنسية استخدمت 42 ألف جزائري بينهم أسرى من جيش التحرير الجزائري «فئران تجارب» في تفجيرات متعددة في عام 1960، ما يمثل أقسى صورة للإبادة والهمجية، وبعد هذه المقولة تصرح غاستون موريزو، أحد قدماء الجنود الفرنسيين الذي كان حاضرا بموقع تفجير أول قنبلة نووية فرنسية في الصحراء الجزائرية بتاريخ 13 فبراير 1960 قائلا: «لقد استعملنا سكان المنطقة كفئران مخابر خلال أولى التجارب النووية الفرنسية برقان» هذا فضلا عن مخاطر بيئية تمتد لمساحة 600 كلم مربع، فيما تسببت النفايات وبقايا التفجير في إبادة 60 ألف جزائري بين 1960 إلى 1966، ومن أخطر ما كشف عنه أن فرنسا استعملت الجزائريين في التجارب النووية دون أن تقوم أصلا بأرشفة أو حفظ هويات الضحايا، خارقة بذلك كل قواعد الحرب وحقوق الإنسان، وبالتالي لم يعد أمام السلطات حاليا أي إمكانية للتعرف على الكثير من الضحايا، كما أن الجيش الفرنسي غادر قواعده في الصحراء تاركا آلاف الأطنان والمعدات المشعة تحت الرمال لتقضي على الإنسان والحيوان والبيئة وآثارها ستمتد لعدة قرون أخرى، وفي هذا الإطار يقول أحد الضحايا الفرنسيين هو اليوم متقاعد(12): «كنت برڤان سنة 1960 بوحدة النقل للاتصالات، ومقارنة بكل ما شاهدته وما أعلمه اليوم، أجد أنهم سخروا منا نحن الجنود البسطاء، وهذا ما يجعلني أشعر بمرارة شديدة تجاه فرنسا».

## ردود الفعل العربية والعالمية
جاء في جريدة المجاهد ليوم 22 فبراير 1960 تصريح للسيد "امحمد يزيد" وزير الأخبار للحكومة الجزائرية المؤقتة، يندد فيها بتفجير القنابل الذرية برقان هذا مقتطف منه: «... إن جريمة فرنسا هذه تحمل طابع المكر الاستعماري المستهتر بجميع القيم، إننا مع جميع شعوب الأرض نشهر بفعلة الحكومة الفرنسية التي تعرض الشعوب الإفريقية إلى أخطار التجارب النووية...، إن انفجار القنبلة الذرية برقان ينزع عن فرنسا كل ما يحتمل أن يبقى لها من سمعة في العالم».
- المغرب: عندما فجرت القنبلة ألغت المغرب الاتفاقية الدبلوماسية المبرمة مع فرنسا في 28 ماي 1956، مما يعني أن الحكومة الفرنسية لن تمثل المغرب في البلدان التي لديها بها سفارات، كما استدعي سفير المغرب بفرنسا.
- العراق: نقل راديو بغداد عن وكالة الإعلام العراقية تصريحا للناطق الرسمي لوزارة الشؤون الخارجية العراقي جاء فيه: «إن فرنسا قد تعدت على السيادة الجزائرية أولا، ووقفت أمام السلم الذي تنشده الشعوب ثانيا، ولذا فان العراق مستعد للوقوف مع الشعب الجزائري مساندا إياه من اجل وضع حد لهذه التجارب الفرنسية».
- مصر: نددت الجمهورية العربية المتحدة باعتداءات الحكومة الفرنسية، وقد صرح بذلك وزير الثقافة والتوجيه الوطني الدكتور محمد عبد القادر حاتم في تصريح له بثته وكالة الإعلام للشرق الأوسط جاء فيه:

«مادامت التجارب النووية الفرنسية تشكل عملا عدوانيا واضحا اتجاه الجنس البشري في تطلعاته ومستقبله، فإنها كذلك تعتبر خرقا صارخا لحقوق الشعب الجزائري».
- ليبيا: قدمت مذكرة احتجاج شديدة اللهجة إلى السفارة الفرنسية ضد التفجير النووي في الصحراء الجزائرية من جهة، ومن جهة أخرى وجه الوزير الأول الليبي «الدكتور محي الدين الفكيني» برقية إلى السيد أحمد بن بلة يعبر من خلالها عن تضامن حكومته مع الشعب الجزائري في موقفها الشرعي في معارضة هذه التجارب النووية على أراضيها.
- هيئة الأمم المتحدة: إن مندوبي الدول الغربية لدى هيئة الأمم المتحدة لم يحركوا ساكنا ولم يدينوا فرنسا وتجاربها، بل كان هناك تأييد حكومي من طرف أعضاء الحلف الأطلسي، وهذا ما دفع بمندوب «تشيكسلوفاكيا، كارل كيركا» إلى اتهام فرنسا بعرقلة مؤتمر نزع السلاح وتجاهلها لقرارات الهيئة، وأكدت المعارضة من طرف كل من بلغاريا والهند وإثيوبيا وكندا والاتحاد السوفياتي، كما أدينت التفجيرات من طرف كل من مؤتمر نزع السلاح ب«جنيف» ومؤتمر الشعوب الأفرو.

## الضحايا يناضلون من أجل حقوقهم
ثمنت جمعية 13 فبراير 1960 لضحايا التجارب النووية الفرنسية في الجنوب الجزائر، بمصادقة نواب البرلمان الفرنسي على مشروع القانون المتضمن تعويض ضحايا التجارب النووية التي أجرتها فرنسا في صحراء الجزائر، وأعتبر رئيس الجمعية القرار بمثابة خطوة إيجابية، غير أنه أكد أن الضحايا يطالبون فرنسا بالتكفل الصحي والكشف خريطة الألغام والأسلاك.
قال أحمد لقساسي رئيس جمعية 13 فبراير 1960 لضحايا التجارب النووية الفرنسية في الجزائر، أن مصادقة البرلمان الفرنسي أول أمس على قانون تعويض حوالي 150 ألف شخص من ضحايا التفجيرات النووية في الصحراء الجزائرية وبولينيزيا بجنوب المحيط الهادي يشكل خطوة إيجابية، في إطار مساعي مطالبة فرنسا بالاعتذار رسميا ومنح تعويضات فيما يخص الجرائم التي ارتكبتها خلال فترة احتلال الجزائر.
واعتبر رئيس الجمعية في تصريح، أن الضحايا الجزائريين لا يريدون أموال من فرنسا بل علاج دائم لآثار الإشعاعات التي لازالت تخلف ضحايا حتى الآن، موضحا بالقول: »السكان ليسوا في حاجة لبضعة نقود، بل معالجة الوضع نهائيا عبر تمويل إنشاء مراكز علاج متخصصة لمرضى السرطان في المناطق المتضررة وكشف خريطة الألغام والأسلاك الشائكة«، وأضاف لقساسي: »نحن منذ فتح مستشفى المنطقة في الثمانيات سجل ارتفاع عدد المصابين بالسرطان سنة بعد سنة إضافة إلى أمراض العيون والغدد وسرطان الجلد وغيرها«.
وأشار رئيس جمعية ضحايا التجارب النووية الفرنسية أن كل سكان منطقة رقان يعانون من آثار إشعاعات التجارب النووية الفرنسية بالمنطقة حتى الآن.
وصادق منذ فترة ليست بالبعيدة نواب البرلمان الفرنسي على مشروع القانون المتضمن تعويض ضحايا التجارب النووية التي أجرتها فرنسا في صحراء الجزائر وبمنطقة بولينيزيا الفرنسية في المحيط الهادي، في الفترة الممتدة مابين 1960 و 1996، ويتضمن مشروع القانون منح تعويضات مادية إلى الضحايا الذين أصابتهم أمراض إثر تواجدهم حينها في مناطق التجارب النووية.
و قد اقتصرت دراسة الملف على أعضاء ممثلين عددا من الوزارات دون إشراك ممثلي جمعيات الضحايا، ولم يخف الضحايا وذوي الحقوق استيائهم من تركيبة اللجنة المكلفة بدراسة ملفات طلب التعويض، حيث تم التنديد بشروط تعويض الضحايا.
ويأتي هذا بعد ما كررت الجزائر طلبها بخصوص الاعتراف والاعتذار من فرنسا مما بدر منها خلال الحقبة الاستعمارية التي دامت من 1830.

## التحركات السياسية
يعتبر التحرك السياسي نحو هدا الملف جامدًا وغير فعّال، ويقتصر فقط على المطالبة بطلب الإعتذار الرسمي الفرنسي بصفة محتشمة وهذا راجع لأسباب سياسية، ويتم تذكر ملف التجارب النووية بين الحين والأخر، ولكن يمكن التحرك بحيث لايمكن لفرنسا أن تتهرب من مسؤولياتها: يجب أن تعيد السجلات الصحية بما في ذلك سجلات ريغان الطبية والمناطق المحيطة بها، فضلًا عن سجلات عين اكر بالهقار التي جمعها الجيش الفرنسي بين عامي 1960 و 1966، ويجب أن يقدم أيضا التقارير الطبية التي كتبها الأطباء العسكريون الفرنسيون في جنوب البلاد من 1962 حتى 1975.
ومنها خصوصا وبصفة عاجلة تسليم بطاقات مقابر المواد الإشعاعية.